# Żółkiewka (gmina)
Pour les articles homonymes, voir Żółkiewka.
Żółkiewka est une gmina rurale (gmina wiejska) de la powiat de Krasnystaw, dans la Voïvodie de Lublin, dans l'est de la Pologne.
Son siège administratif (chef-lieu) est le village de Żółkiewka, qui se situe environ 26 kilomètres (km) au sud-ouest de Krasnystaw (siège du powiat) et 43 kilomètres au sud-est de la capitale régionale Lublin (capitale de la voïvodie).
La gmina couvre une superficie de 130,01 km2 pour une population de 6 131 habitants en 2006.

## Histoire
De 1975 à 1998, la gmina est attachée administrativement à l'ancienne Voïvodie de Zamość.

Depuis 1999, elle fait partie de la nouvelle voïvodie de Lublin.

## Géographie

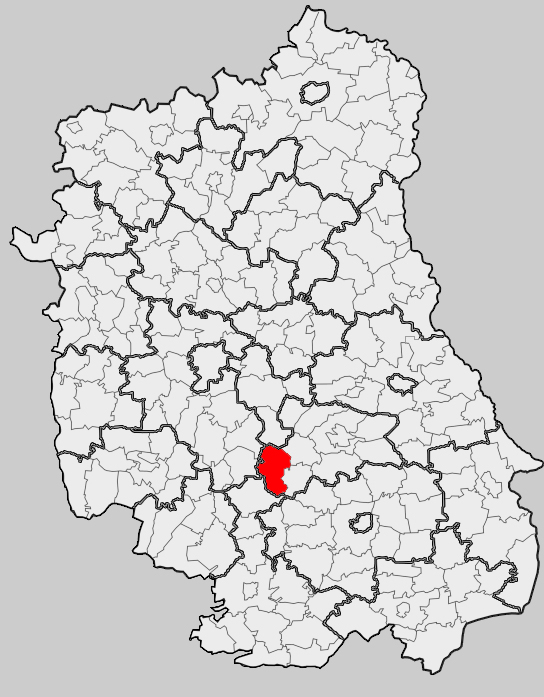
Position de la gmina dans la voïvodie

La gmina inclut les villages de:
- Adamówka
- Borówek
- Borówek-Kolonia
- Celin
- Chłaniów
- Chłaniów-Kolonia
- Chłaniówek
- Chruściechów
- Dąbie
- Gany
- Huta
- Koszarsko
- Majdan Wierzchowiński
- Makowiska
- Markiewiczów
- Olchowiec
- Olchowiec-Kolonia
- Poperczyn
- Rożki
- Rożki-Kolonia
- Siniec
- Średnia Wieś
- Tokarówka
- Wierzchowina
- Władysławin
- Wola Żółkiewska
- Wólka
- Zaburze
- Żółkiew-Kolonia
- Żółkiewka

### Gminy voisines
La gmina de Żółkiewka est voisine des gminy de:
- Gorzków
- Krzczonów
- Rudnik
- Rybczewice
- Turobin
- Wysokie

## Structure du terrain
D'après les données de 2002, la superficie de la commune de Żółkiewka est de 130,01 kilomètres carrés, répartis comme telle :
- terres agricoles : 85%
- forêts : 10%

La commune représente 11,43% de la superficie du powiat.

## Démographie
Données du 30 juin 2004:
| Description        | Total  | Total | Femmes | Femmes | Hommes | Hommes |
| ------------------ | ------ | ----- | ------ | ------ | ------ | ------ |
| Unité              | Nombre | %     | Nombre | %      | Nombre | %      |
| Population         | 6 220  | 100   | 3 206  | 51,5   | 3 014  | 48,5   |
| Densité (hab./km²) | 47,8   | 47,8  | 24,7   | 24,7   | 23,2   | 23,2   |